# Kilkenny College
Kilkenny College - szkoła średnia w mieście Kilkenny (Irlandia), założona w roku 1538 przez Piersa Butlera, VIII Earla Ormond. Szkoła zastąpiła wcześniejszą School of the Vicars Choral, którą założono w 1234. Jest największą koedukacyjną szkołą dla uczniów zamiejscowych (z bursą) w Irlandii – szkoła liczy sobie około 800 uczniów z czego ok. 500 mieszka w bursie. Większość uczniów jest wyznania Kościoła Irlandii, ale szkoła jest otwarta dla wyznawców innych religii.
Motto uczelni Comme je trouve, Motto uczelni Comme je trouve, co po francusku oznacza „Jak znajduję”, pochodzi z herbu rodowego Butlerów, okolicznej rodziny arystokratycznej, dawnych patronów szkoły. Ma zachęcać do wytrwałości, przezwyciężania przeciwności losu i podejmowania wyzwań życiowych.
Został założony w 1538 roku w miejsce Szkoły Wikariuszy Chóralnych, założonej w 1234 roku. Piers Butler, hrabia Ormond, umieścił go w centrum miasta. Został przeniesiony do obecnej lokalizacji na obrzeżach Kilkenny w 1985 roku.